# Sura (obwód archangielski)
Sura (ros. Сура) – wieś (sieło) w Rosji, w obwodzie archangielskim, w rejonie pinieskim. W 2010 liczyła 727 mieszkańców.

## Urodzeni
- Jan Kronsztadzki - święty prawosławny.